# Équipe cycliste Domina Vacanze-De Nardi
Cette équipe ne doit pas être confondue avec l'équipe cycliste Domina Vacanze.
L'équipe cycliste Domina Vacanze-De Nardi (anciennement équipe cycliste De Nardi) est une formation italienne de cyclisme professionnel sur route qui a existé de 2003 à 2005.
Cette équipe ne doit pas être confondue avec l'équipe sponsorisée par Domina Vacanze en 2004 (avec notamment Mario Cipollini), celle-ci ayant continué son activité sous le parrainage de Naturino-Sapore di Mare.

## Histoire de l'équipe
L'équipe est fondée en 2003 de la fusion de deux groupes : De Nardi et Colpack Astro et porte donc le nom de De Nardi - Colpack jusqu'en 2004. En 2005, le sponsor Domina Vacanze décide de sponsoriser cette équipe et lui permet de participer au circuit UCI ProTour. Elle arrête ses activités à la fin de la saison 2005.
Le sponsor De Nardi décide de sponsoriser l'équipe amateur UC Bergamesca qui porte toujours en 2011 le nom De Nardi, avec un maillot proche de celui de 2004. L'équipe est reprise par le groupe allemand Nordmilch qui décide de sponsoriser l'équipe avec sa marque Milram. L'effectif de l'équipe De Nardi sert de base pour la nouvelle équipe Milram participant au ProTour 2006. Celle-ci disparaît fin 2010 faute de repreneur.

## Saison 2005

### Effectif
| Cycliste              | Date de naissance | Nationalité | Équipe 2004             |
| --------------------- | ----------------- | ----------- | ----------------------- |
| Wladimir Belli        | 25/07/1970        | Italie      | Lampre                  |
| Alessandro Bertolini  | 27/07/1971        | Italie      | Alessio-Bianchi         |
| Cristian Bonfanti     | 30/11/1981        | Italie      | UC Bergamasca (néo-pro) |
| Ruggero Borghi        | 03/06/1970        | Italie      | De Nardi-Colpack        |
| Simone Cadamuro       | 28/06/1976        | Italie      | De Nardi-Colpack        |
| Mirko Celestino       | 19/03/1974        | Italie      | Saeco                   |
| Alessandro Cortinovis | 11/10/1977        | Italie      | Lampre                  |
| Marco Fertonani       | 08/07/1976        | Italie      | Phonak                  |
| Angelo Furlan         | 21/06/1977        | Italie      | Alessio-Bianchi         |
| Sergio Ghisalberti    | 10/12/1979        | Italie      | UC Bergamasca (néo-pro) |
| Michele Gobbi         | 10/08/1977        | Italie      | De Nardi-Colpack        |
| Enrico Grigoli        | 22/10/1978        | Italie      | De Nardi-Colpack        |
| Andriy Grivko         | 07/08/1983        | Ukraine     | Finauto Yumo (néo-pro)  |
| Serhiy Honchar        | 03/07/1970        | Ukraine     | De Nardi-Colpack        |
| Maxim Iglinskiy       | 18/04/1981        | Kazakhstan  | Capec                   |
| Ruslan Ivanov         | 18/12/1973        | Moldavie    | Alessio-Bianchi         |
| Matej Jurčo           | 08/08/1984        | Slovaquie   | De Nardi-Colpack        |
| Mirco Lorenzetto      | 13/07/1981        | Italie      | De Nardi-Colpack        |
| Jörg Ludewig          | 09/09/1975        | Allemagne   | Saeco                   |
| Rafael Nuritdinov     | 12/06/1977        | Ouzbékistan | De Nardi-Colpack        |
| Ivan Quaranta         | 14/12/1974        | Italie      | Formaggi Pinzol         |
| Elia Rigotto          | 04/03/1982        | Italie      | VC Bassano (néo-pro)    |
| Luca Solari           | 02/10/1979        | Italie      | Barloworld              |
| Paolo Valoti          | 19/04/1971        | Italie      | Domina Vacanze 2004     |
| Alessandro Vanotti    | 16/09/1980        | Italie      | De Nardi-Colpack        |
| Giovanni Visconti     | 13/01/1983        | Italie      | Finauto Yumo (néo-pro)  |

### Victoires
| Date       | Course                                       | Pays      | Classe | Vainqueur            |
| ---------- | -------------------------------------------- | --------- | ------ | -------------------- |
| 21/04/2005 | 3e étape du Tour du Trentin                  | Italie    | 2.1    | Serhiy Honchar       |
| 24/06/2005 | Championnat d'Ukraine du contre-la-montre    | Ukraine   | CN     | Andriy Grivko        |
| 23/06/2005 | Championnat de Slovaquie du contre-la-montre | Slovaquie | CN     | Matej Jurčo          |
| 04/08/2005 | Grand Prix de la ville de Camaiore           | Italie    | 1.1    | Maxim Iglinskiy      |
| 05/08/2005 | 2e étape de l'Eneco Tour                     | France    | PT     | Simone Cadamuro      |
| 17/08/2005 | Coppa Agostoni                               | Italie    | 1.1    | Paolo Valoti         |
| 20/08/2005 | 6e étape de Tour d'Allemagne                 | France    | PT     | Maxim Iglinskiy      |
| 03/09/2005 | Coppa Placci                                 | Italie    | 1.HC   | Paolo Valoti         |
| 06/10/2005 | Coppa Sabatini                               | Italie    | 1.1    | Alessandro Bertolini |

### Classements UCI Pro Tour

#### Individuel
| Rang | Coureur            | Points |
| ---- | ------------------ | ------ |
| 58   | Mirko Celestino    | 38     |
| 61   | Serhiy Honchar     | 35     |
| 86   | Marco Fertonani    | 25     |
| 132  | Simone Cadamuro    | 6      |
| 164  | Maxim Iglinskiy    | 1      |
| 164  | Alessandro Vanotti | 1      |

#### Équipe
L'équipe Domina Vacanze a terminé à la 18e place avec 161 points.